# إدارة الدورة المائية
تُعدّ إدارة الدورة المائية نهجًا متعدّد الاختصاصات فيما يتعلق بكل من تخطيط وتطوير القرارات العملية والتقنية بغاية التأثير في الدورة المائية. تُستخدم إدارة الدورة المائية لضمان توفّر المياه النظيفة من أجل الاستخدامات المحدّدة، بالإضافة إلى ضمان التحرر الآمن للمياه المعالجة إلى الطبيعة. في البيئة غير المتوزّعة، يدور الماء في دورة طبيعية ويكون عمومًا قابلًا للاستعمال في كل الطبيعة لكونه في كل محطة من الدورة. تتوزّع الدورة الطبيعية بعد التفاعل البشري. يجمع جريان الماء في المناطق الزراعية الحضارية بعض الأغراض والجزيئات والمواد التي قد لا تكون منقّاة من الماء باستخدام طرق تنقية طبيعية. علاوة على ذلك، يمكن أن يكون الماء الناتج عن الاستخدام المنزلي والصناعي ضارًا جدًا بالطبيعة، في حال لم يُنقّ بشكل جيد.
تُستخدم إدارة الدورة المائية في مختلف فروع العلوم البيئية والهندسة لإرضاء الأغراض البشرية والبيئية. عمومًا، يمكن تقسيم إدارة الدورة المائية إلى ستة عناوين تتناول القضية من جوانب متعدّدة: علم الأرصاد الجوية والهيدرولوجيا وإدارة الموارد المائية وهندسة المياه وحفظ المياه والرصد البيئي. تُعنى مؤخُرًا الجوانب السياسية والاقتصادية الاجتماعية في إدارة الدورة المائية بسبب انعدام التوزّع المتساوي والنقاوة في المياه حول العالم.

## علم الأرصاد الجوية وعلم المياه
تُركّز دراسة الأرصاد الجوية على توقع الطقس، بينما يركّز علم المياه على حركة وتوزّع وإدارة الماء. تجمع دراسة الأرصاد الجوية وعلم المياه في فرع واحد يُدعى الأرصاد الجوية المائية. يتركّز جوهر الأرصاد الجوية المائية على نقل الماء والطاقة بين سطح الأرض والطبقة الجوية الدنيا.
باستخدام النماذج الرياضية، يمكن أن يستخدم عالم المياه توقعات عالم الأرصاد الجوية بهطول الأمطار من أجل حساب التأثير المحدد الذي يمكن أن يُحدثه هطول الأمطار في منطقة محددة. يمكن لنواتج هذه النماذج أن تُستخدم للتعامل مع تأثيرات أحداث الهطول وتخفيف آثارها على إدارة الدورة المائية.

## إدارة الموارد المائية

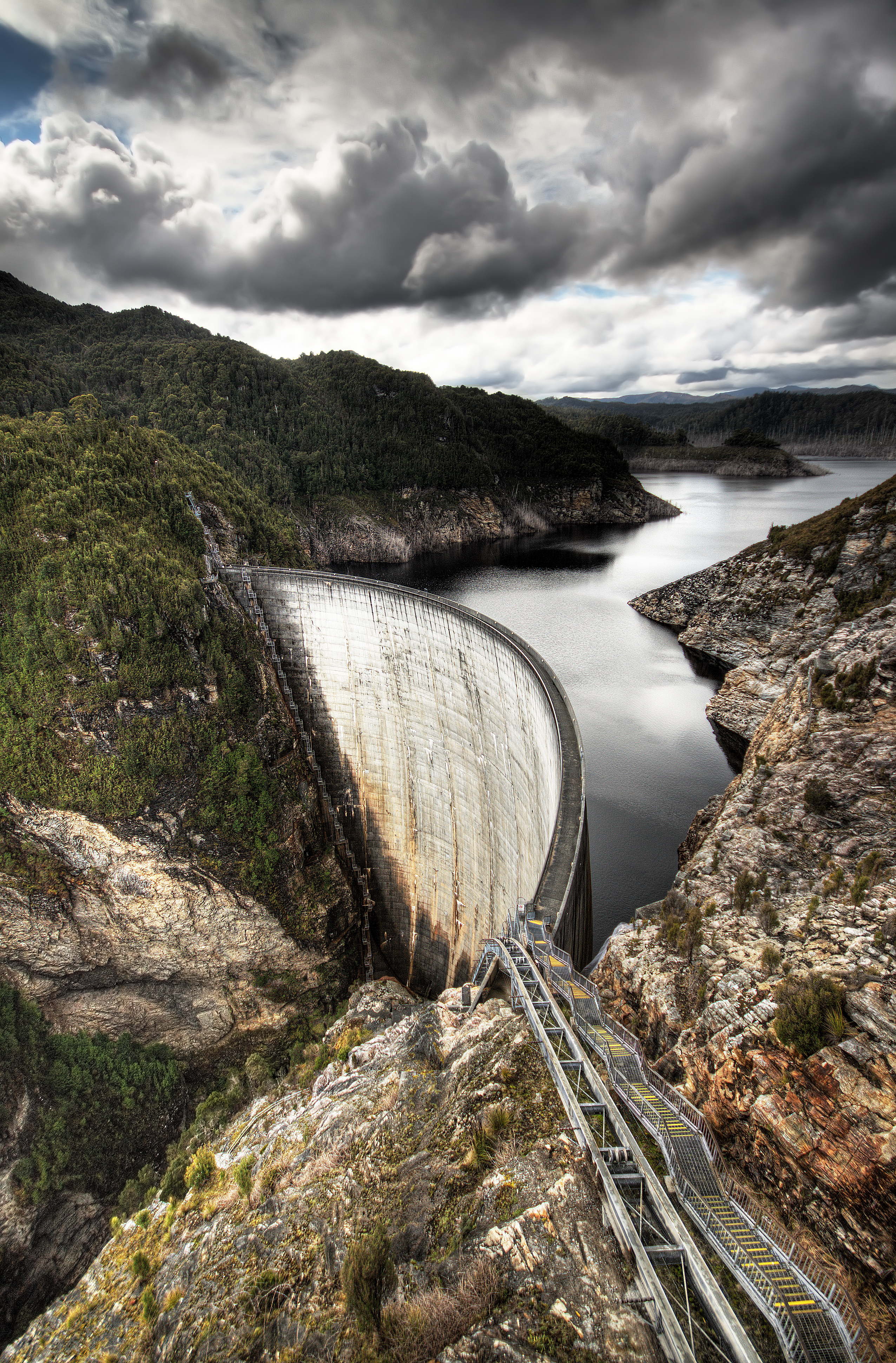
سد غوردون في جنوب غرب حديقة تسمانيا الوطنية، أستراليا، جزء من إدارة الموارد المائية والطاقة الكهرومائية

تُعد إدارة الموارد المائية مجموعة فرعية من إدارة الدورة المائية تركّز على استخدام موارد المياه العذبة. تُعد المياه العذبة موردًا محدودًا وتتوزّع بشكل غير متساوٍ على المستوى العالمي وحتى على المستوى المحلّي، ويستهلكها كل من الناس والصناعة والزراعة والطبيعة على حد سواء. تتطلّب الإدارة الناجحة لموارد الماء العذب معرفة واسعة بالطلب والموارد والقدرات والتكنولوجيا المتاحة والأرصاد الجوية الهيدرولوجية والعوامل السياسية.
استُخدمت الإدارة المتكاملة للموارد المائية مؤخّرًا لدمج جميع هذه المجالات في مفهوم واحد، بكون هذه القضايا لم تعد قابلة للحل من قبل المتخصّص بالموارد المائية لوحده أو بمساعدة وزارات المياه لوحدها، علاوة على ذلك، تنجم بعض التحديات الرئيسية عن ظاهرة الاحتباس الحراري. يسبب تزايد القلق بشأن عدم تكافؤ توزّع المياه العذبة وجودتها وكميتها إلى المزيد من المشاكل الاجتماعية والاقتصادية. ينبغي بغاية التغلب على هذه المشكلة مستقبلًا أن تتحوّل إدارة الموارد المائية من أساليب «التنبؤ والسيطرة» الحالية إلى «نهج تعليمي».